# Île Washington (Michigan)
Pour l’article homonyme, voir Île Washington (Wisconsin).
L'île Washington, ou Washington Island, est une île du lac Supérieur (comté de Keweenaw) dans l'État du Michigan aux États-Unis.

## Géographie
Elle s'étend sur environ 3,2 km de longueur pour une largeur approximative de 800 m. Elle fait partie du Parc national de l'Isle Royale.